# Voltone degli Isimbardi
Il Voltone degli Isimbardi è un passaggio ad arco a Pavia.

## Storia
Il Voltone è stato costruito tra il sec. XI - sec. XII, resta ignoto l'architetto e il committente. Si pensa che il voltone facesse parte delle mura romane e spagnole della città, forse anche parte dell’agglomerato detto “Porta Pontis”. Inoltre, Galeazzo Visconti riuscì a prendere il potere di Pavia, intorno al 1350 e decise di rinnovare la città. Nel 1377 abbatte la chiesa di S. Bartolomeo al Ponte . che si trovava di fianco al voltone, dopo di che venne ricostruita però nel 1789 fu sconsacrata e usata come abitazione civile. Più tardi Pietro Isimbardi commissiono una abitazione, per scopi militari, che comprendeva l’annessione di una torre e del Voltone, per questo motivo quest’ultimo porta come nome il cognome della famiglia. Sappiamo anche che nel 1545 il signor Degradi di Cremona, che aveva un laboratorio di maniscalco nell’edificio davanti (gravato da ipoteca dagli Isimbardi) aveva il permesso di legare i suoi cavalli sotto al voltone. 
Oggi gli elementi che erano stati annessi alla abitazione sono ancora presenti.

## Architettura

### Il Voltone

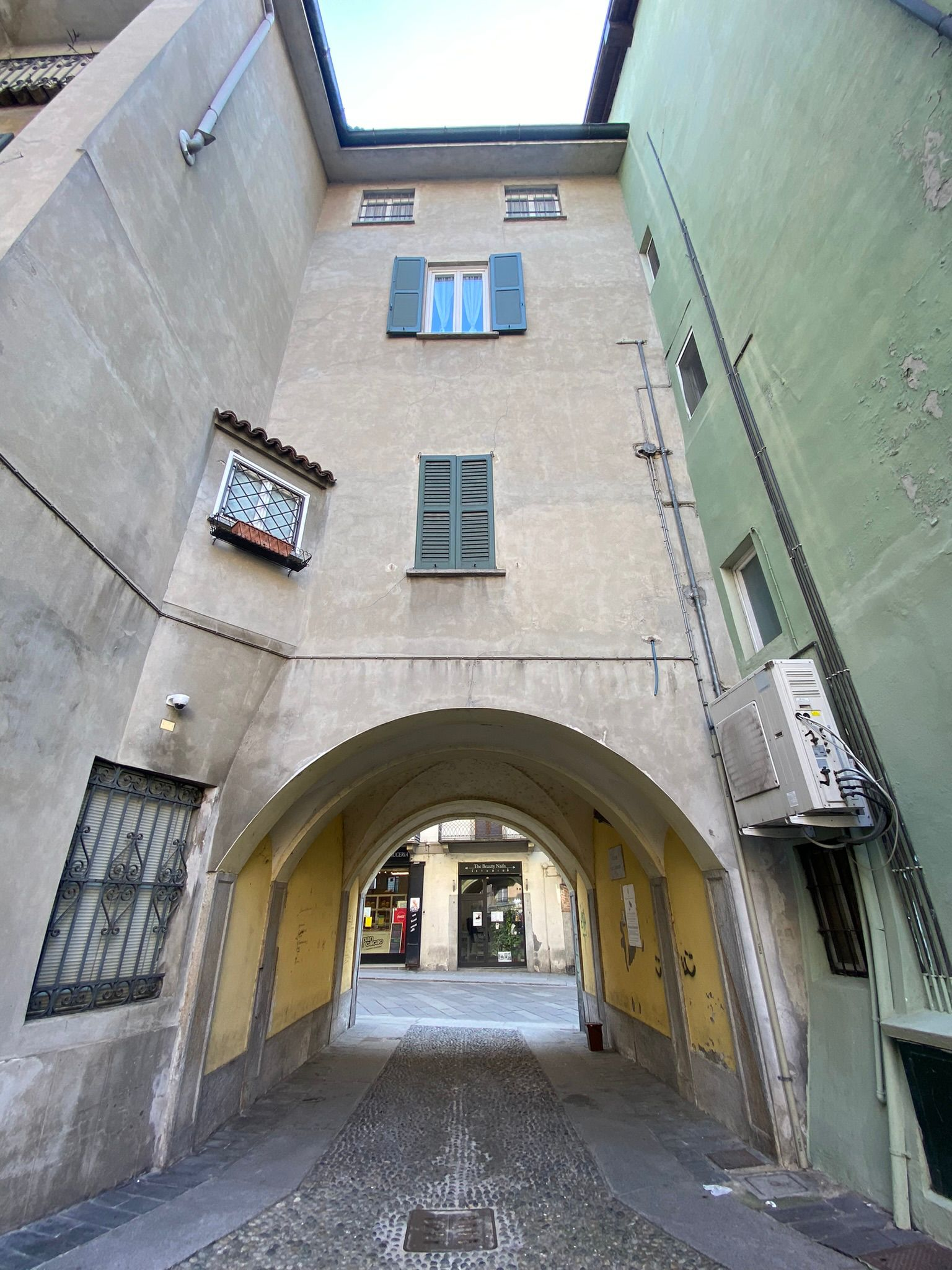
Vista da dietro del voltone

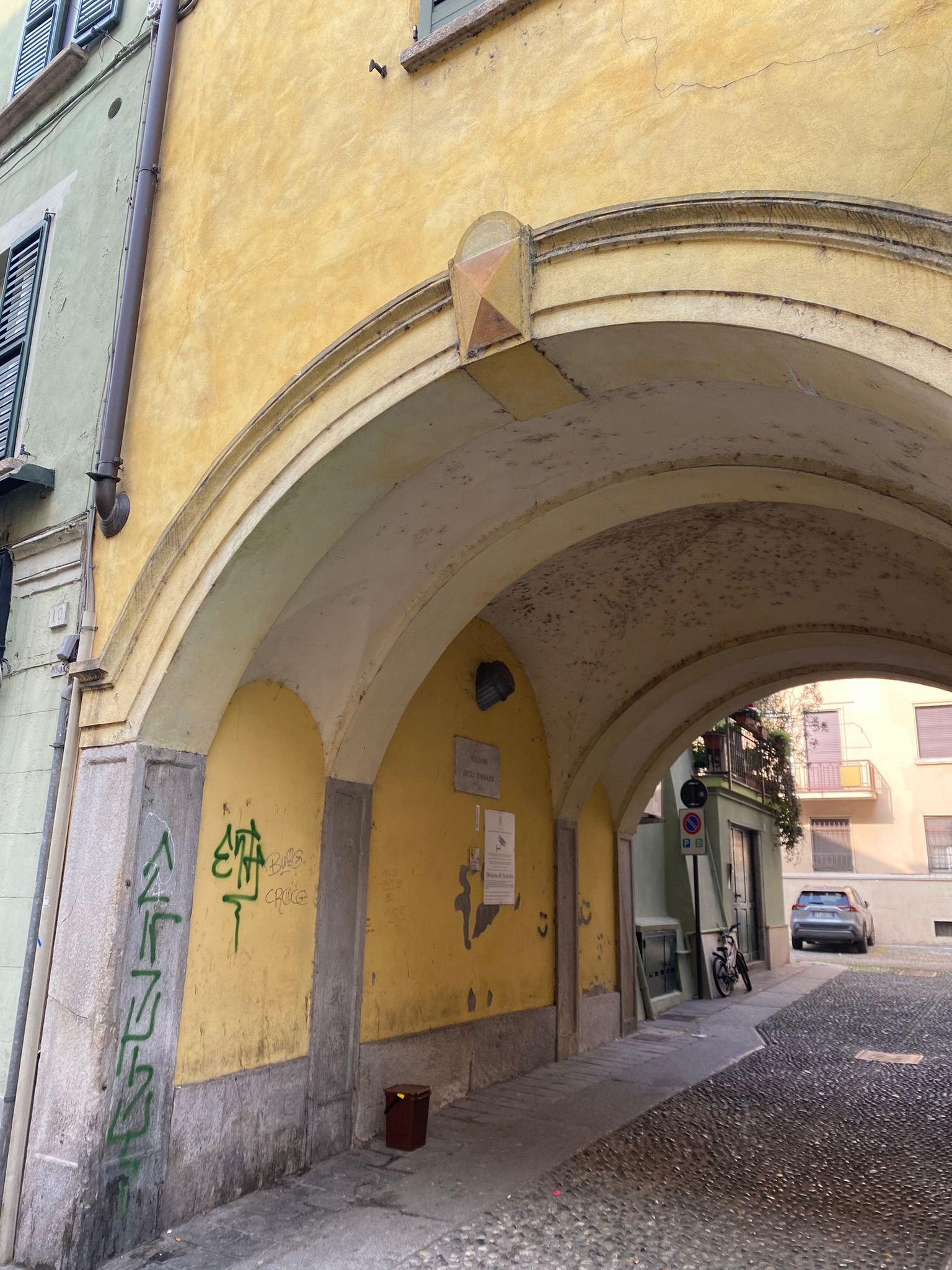
Vista da Strada Nuova della suddivisione interna del voltone

Il voltone permette di accedere ad un cortile interno, unendo così anche il Vicolo e Strada nuova. Lo stesso è costituito da quattro archi paralleli a sesto lievemente ribassato. La copertura è composta da tre volte a crociera nel quale quella centrale è confluente in un'unica cuspide. Invece, le due di testata sono caratterizzate da volta a botte di diversa curvatura. Le parti verticali, che cercano di simulare la parte portante degli archi, sono rivestite in pietra beola grigia. La pavimentazione del voltone invece è in ciottolato e in lastre di beola, stesso materiale presente sulle parteti.

### Edificio

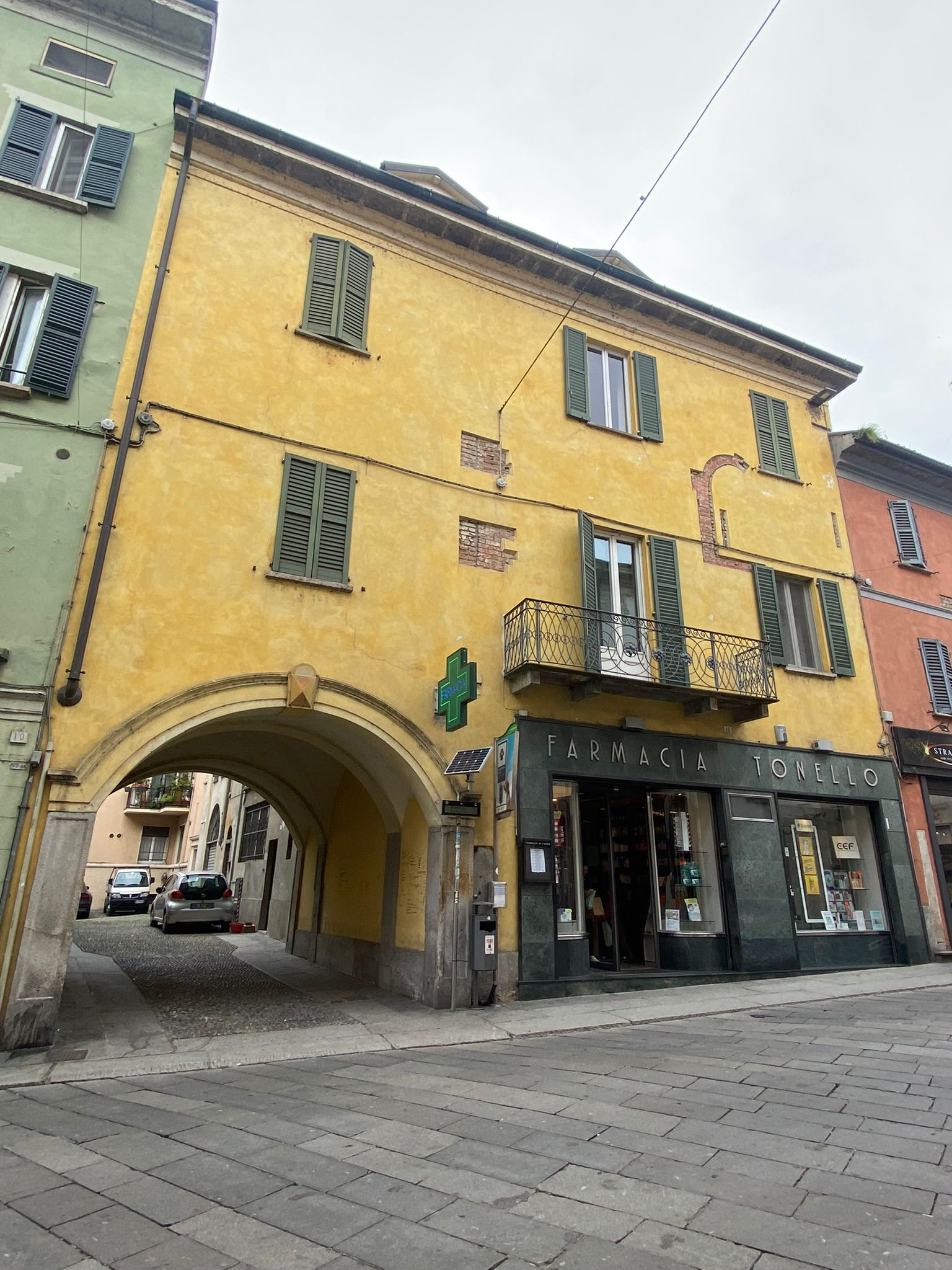
Vista complessiva dell'edificio da Strada Nuova, Pavia

L’edificio annette due elementi, ovvero il voltone e la torre. Le facciate sono tinteggiate di colore giallo e grazie a dei dettagli sulla facciata, si può notare che tutto l’edificio era senza rivestimento estero, a mattone a vista. Il voltone si trova a piano terra e connette la parte posteriore con la parte anteriore dell’edificio. L’edificio commissionato da Pietro Isimbardi aveva come scopo, oltre a quello residenziale anche quello militare; infatti, è stato collocato in una posizione strategica, perché si ha la visuale sul cardo della città, ovvero la via principale di Pavia, Strada Nuova. Oggi l’edificio è ad uso misto, sia residenziale che commerciale ed è composto da altri due piani oltre al piano terra. Al piano terra è situata la farmacia storica di Pavia, la Farmacia Dr. Marco Tonello, questa si trova nel sito dei Beni culturali della Lombardia . Invece i due piani superiori sono adibiti a residenza.  La torre, invece, che si trova a destra, è composta da tre piani a scopo residenziale, il piano terra è occupato da un negozio. Nella parte anteriore, nell’edificio residenziale si può notare meglio la suddivisione dei piani e anche la presenza della torre 
nell’edificio, che è composta anche da un terrazzo e da delle apertura ad arco.